# Macromya crocata
Macromya crocata är en tvåvingeart som beskrevs av Henry J. Reinhard 1968. Macromya crocata ingår i släktet Macromya och familjen parasitflugor. Inga underarter finns listade i Catalogue of Life.